# Blankettverweisung
Eine Blankettverweisung ist eine Verweisung in einer Bußgeld- oder Strafvorschrift, die zur Beschreibung des Tatbestandes auf außerhalb des Gesetzes erlassene Rechtsquellen, insbesondere EU-Rechtsakte oder Rechtsverordnungen, abstellt (sog. Blankettnorm, Blankettvorschrift oder Blankettgesetz). Die Bezeichnung als Blankettverweisung rührt daher, dass die Anwendbarkeit der Blankettnorm durch das Bestehen der referenzierten Vorschriften bedingt ist.
Es wird unterschieden zwischen einem dynamischen Verweis, der auf die entsprechende Vorschrift in ihrer jeweils aktuellen Fassung verweist, und einer statischen Verweisung, die auf ein Gesetz in einer bestimmten Fassung (üblicherweise durch Angabe der EU-Amtsblatt- oder Bundesgesetzblatt-Fundstelle) verweist.
Beispiel für eine dynamische Verweisung ist die Steuerhinterziehung nach § 370 Abs. 1 AO:
… bestraft wird, wer „den Finanzbehörden oder anderen Behörden über steuerlich erhebliche Tatsachen unrichtige oder unvollständige Angaben macht“.
Was eine steuerlich erhebliche Tatsache ist, richtet sich nach dem Steuerrecht in der Fassung, die zur Tatzeit gilt. § 370 AO verweist somit „blank“ auf außerhalb stehendes Recht. Dynamisch ist der Verweis, weil sich das Steuerrecht, auf das § 370 AO verweist, häufig ändert. Im Hinblick auf das Bestimmtheitsgebot sind insbesondere Blankettgesetze im Strafrecht verfassungsrechtlich umstritten, wenn sie hinsichtlich der Strafbarkeitsvoraussetzungen auf andere Vorschriften verweisen. Ein Beispiel bildet der Beschluss des Bundesverfassungsgerichts vom 3. November 2016, bei dem § 10 I, III Rindfleischetikettierungsgesetz mangels Einhaltung des Bestimmtheitsgebots im Fall einer dynamischen Blankettverweisung zur Begründung der Strafbarkeit für nichtig erklärt wurde.